# Phalacromyia vaga
Phalacromyia vaga là một loài ruồi trong họ Ruồi giả ong (Syrphidae). Loài này được Wiedemann miêu tả khoa học đầu tiên năm nn ?. Phalacromyia vaga phân bố ở vùng Tân Nhiệt đới